# Stryj
Stryj (ukrainisch Стрий, russisch Стрый, polnisch Stryj) ist eine Stadt in der Oblast Lwiw in der Ukraine mit rund 67.000 Einwohnern (2024). Sie liegt am linken Ufer des gleichnamigen Flusses Stryj am Fuße der Karpaten.

## Geschichte
1431 verlieh Władysław II. Jagiełło von Polen Stryj die Stadtrechte. Im 15. und 16. Jahrhundert war Stryj eine blühende Handelsstadt.
1569–1772 war das Przemyśler Land als Teil der Wojewodschaft Ruthenien eine administrative Teilungseinheit der Polnisch-Litauischen Adelsrepublik mit der Hauptstadt Lemberg und dem Landtag in Sądowa Wisznia, die von 1772 bis 1918 einen Teil des österreichischen Kronlandes Königreich Galizien und Lodomerien bildete, mit der Hauptstadt Lemberg.

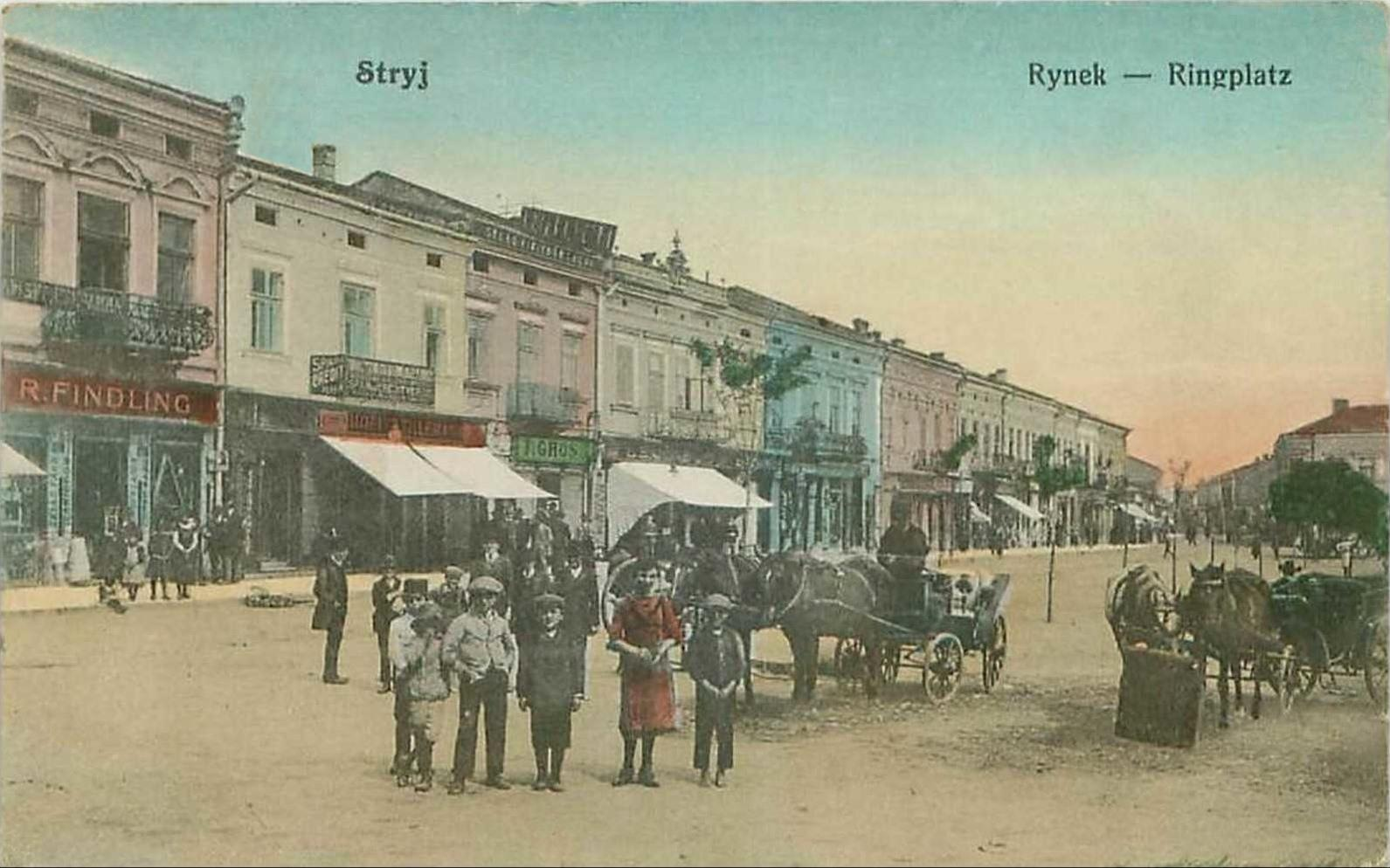
Postkartenansicht der Innenstadt von Stryj, 1915

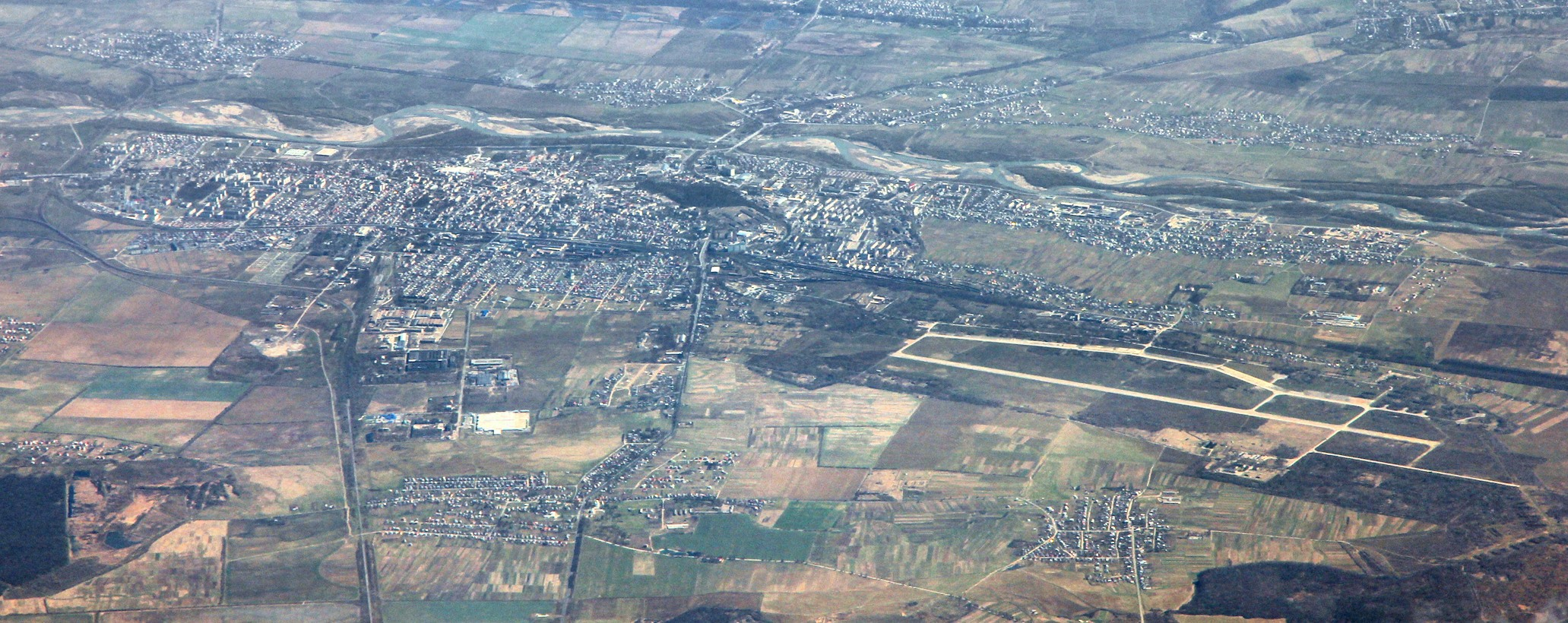
Luftbild des Ortes

Bis 1919 teilte die Stadt im Wesentlichen die Geschichte (Ost-)Galiziens, siehe Geschichte Galiziens. 1850 wurde die Stadt zum Sitz der Bezirkshauptmannschaft Stryj, 1867 wurde noch ein Bezirksgericht eingerichtet, beide existierten bis 1918. Von 1919 bis 1939 war die Stadt ein Teil von Polen und lag hier ab 1921 in der Woiwodschaft Stanislau (siehe Hauptartikel: Geschichte Polens, Zweite Republik).
Im Zuge der sowjetischen Besetzung Ostpolens fiel sie 1939 an die Sowjetunion.
Nach dem Überfall auf die Sowjetunion 1941 marschierte die Wehrmacht ein und begann die jüdische Bevölkerung zusammenzutreiben und in die Vernichtungslager zu deportieren. Während des Zweiten Weltkrieges wurden so über 4.000 jüdische Einwohner von den Deutschen ermordet. Tausende andere jüdische Bewohner starben bei Massenhinrichtungen (siehe Abschnitt jüdisches Leben). Karl Klarmann, Schutzpolizeihauptmann der deutschen Besetzung, wurde 1954 vom Landgericht Hamburg zu vier Jahren und sechs Monaten Zuchthaus verurteilt.
Nach dem Krieg mussten deutsche Kriegsgefangene in Stryj Zwangsarbeit leisten. In der Stadt bestand das Kriegsgefangenenlager 232 für deutsche Kriegsgefangene des Zweiten Weltkriegs. Schwer Erkrankte wurden im Kriegsgefangenenhospital 5998 versorgt.
Im Jahr 1945 kam die Stadt mit den östlichen Gebieten Polens zur Ukrainischen SSR innerhalb der Sowjetunion. Stryj wurde zum militärischen Sperrgebiet, da in den umliegenden Waldgebieten in unterirdischen Bunkern Lang- und Mittelstreckenraketen stationiert wurden, die mit Atomsprengköpfen bestückt werden konnten. Zu deren Sicherung wurden zirka 6000 Soldaten stationiert. Nach dem Zerfall der Sowjetunion 1991 wurde Stryj Teil der unabhängigen Ukraine, die sich der Atomwaffen entledigte.

## Jüdisches Leben
Im frühen 16. Jahrhundert begannen sich Juden in Stryj anzusiedeln und bildeten bald eine eigene Gemeinde, die sich im Südosten der Stadt konzentrierte. Im 17. Jahrhundert erlangte sie zunehmende Rechte, darunter den Erwerb von Grundstücken für den Handel mit Honig und alkoholischen Getränken sowie den Bau einer ersten Synagoge im Jahr 1660. Der bestehende Konflikt mit der christlichen Bevölkerung wurde ab 1670 durch eine von den Behörden entsandte Kommission verhandelt. Der polnische König Johann III. Sobieski verfügte 1676 die Abhaltung eines zweiten Markttages, da der bisherige Markttag von Stryj auf den Schabbat fiel. Schon zuvor hatte er eine Einbeziehung der Juden in die Entscheidungen des Stadtrates verfügt. Eine weitgehende Gleichstellung mit den anderen Stadtbewohnern erfolgte 1696, als man als neuen Markttag den Freitag festlegte. Juden waren im Pferde- und Salzhandel aktiv, brauten Bier, züchteten Vieh und konnten nun auch problemlos Mühlen und Güter pachten. Neue Steinsynagogen entstanden 1817 und 1821.
Ende des 18. Jahrhunderts breitete sich der Einfluss des Chassidismus stark in Stryjs jüdischer Gemeinde aus. Die Beschäftigungsfelder der Juden wandelten sich durch das Verbot der Teilnahme am Weinhandel und der Pachtung von Gütern aus den 1820er Jahren, sodass vermehrt Schneider, Bäcker oder auch Pelzhändler anzutreffen waren. Juden gründeten in den 1870er Jahren zudem holzverarbeitende Fabriken, eine Gießerei, eine Seifenfabrik oder auch eine Streichholzfabrik. Seit 1873 gab es ein jüdisches Krankenhaus, seit 1893 eine eigene Gewerkschaft. Anfang des 20. Jahrhunderts stellten sie den Bürgermeister. Im Jahr 1910 lebten 12.023 Juden in Stryj. Jüdische Kindern wurden in den städtischen Gymnasien mit unterrichtet. Während der Besatzung durch die russische Armee im Ersten Weltkrieg wurden Juden in den Jahren 1914 und 1915 verfolgt. Sie bildeten bald darauf Selbstverteidigungsverbände und konnten in der kurzlebigen unabhängigen Ukrainischen Volksrepublik eine eigene Zeitung, die Jiddische Volksstimme (ukrainisch Ідіше фолксштіме), etablieren sowie eigene Schutzeinheiten stellen und die jüdische Nationalversammlung in der Stadt beherbergen. Von dieser kam die Stadt schon 1919 an Polen, jüdische Schulen und Parteiableger entstanden und zahlreiche jüdische Organisation wirkten in Stryj. Aufgrund der vorherrschenden Armut kam es aber auch zu zahlreichen Auswanderungen nach Nordamerika.
Zeitweise waren 50 Prozent der Bewohner Juden. Der 1938 geplante Umbau eines Eckgebäudes zur Synagoge durch Mark Dorfler und Otto Scheer wurde nicht mehr umgesetzt. Mit der Besetzung durch die Sowjetunion im September 1939 wurden die jüdischen Organisationen aufgelöst und prominente Juden deportiert. 1941 wurden auch jüdische Funktionäre der KPdSU in Zwangsarbeitslager geschickt. Mit dem Einmarsch der Deutschen im Juli 1941 kam es zu einem Pogrom mit hunderten Toten und zu Massenhinrichtungen, von denen allein die erste, die für November 1941 belegt ist, 1200 Menschen das Leben kostete. Es folgten Deportationen von hunderten Juden in Zwangsarbeitslager im Winter 1941/1942, eine weitere Massenhinrichtung im Mai 1942 und die beiden großen Deportationen von mehreren tausend Juden am 1. September 1942 sowie am 17. und 18. Oktober 1942 in das Vernichtungslager Belzec. Die verbliebene jüdische Bevölkerung wurde im Dezember 1942 in ein Ghetto eingesperrt. Eine dritte Massenhinrichtung von zirka 2000 Juden fand im Februar 1943 statt, eine vierte im Mai 1943 auf dem Stadtfriedhof. Das Ghetto wurde für aufgelöst erklärt und im Juni 1943 niedergebrannt, um dort versteckte Menschen ebenfalls zu töten. Stryj wurde im August 1943 für „judenrein“ erklärt, doch entdeckte man auch in den Folgemonaten immer wieder versteckte Juden, die umgehend erschossen wurden. Als die Rote Armee im August 1944 Stryj eroberte, gab es so gut wie keine Juden mehr in der Stadt. Nur 42 Überlebende, darunter Adam Zielinski sind bekannt. Die Hauptsynagoge war schwer beschädigt worden und wurde nach dem Krieg als Lagerhaus genutzt. In den 1980er Jahren wurde das Innere der Synagoge weiter zerstört, als man das Gebäude in ein Schwimmbad umwandeln wollte. Heute stehen nur noch die Außenmauern der Großen Synagoge von 1817, die im Zweiten Weltkrieg zeitweise als Sammelstelle für die Deportationen genutzt wurde.

## Wirtschaft

### Verkehr

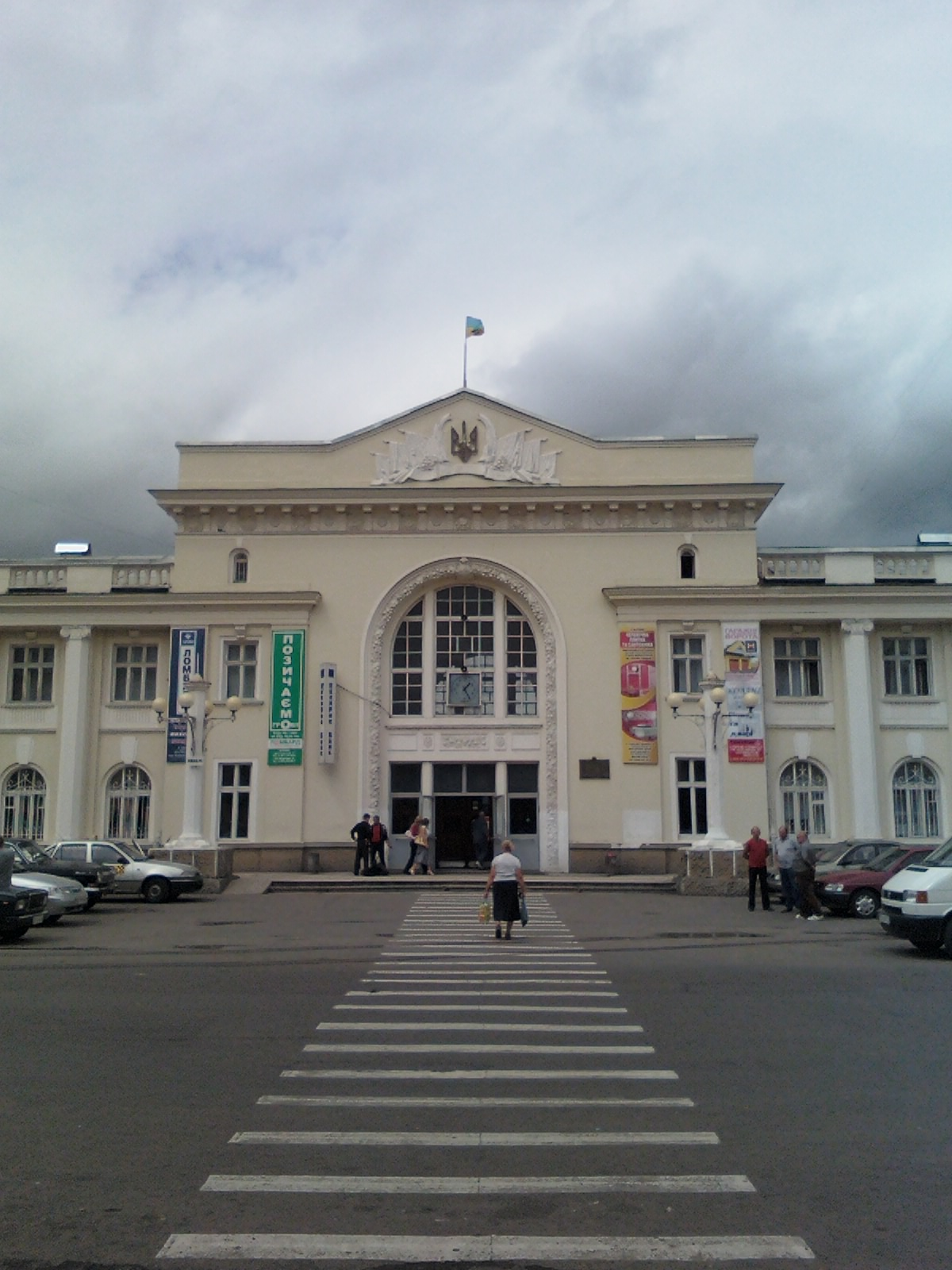
Bahnhof Stryj

Stryj ist ein bedeutender Eisenbahn- und Verkehrsknotenpunkt im Vorkarpatengebiet.
Es liegt an der Hauptverbindung von Lemberg über die Karpaten in die Oblast Transkarpatien und weiter nach Ungarn und die Slowakei.
- Eisenbahnstrecke Lemberg–Mukatschewe–Tschop (und weiter nach Budapest)
- Schnellstraße E 50/M 06 Lemberg–Mukatschewe

sowie
- Eisenbahnstrecke Sambir–Iwano-Frankiwsk

### Unternehmen
Die deutsche Leoni AG aus Nürnberg betreibt in der Nähe von Stryj ein Werk zur Montage von Kabelbäumen für PKW und anderen Elektroartikeln.

## Kultur

### Städtepartnerschaften
Seit 2001 besteht eine Städtepartnerschaft mit Düren.

## Verwaltungsgliederung
Am 12. Juni 2020 wurde die Stadt zum Zentrum der neu gegründeten Stadtgemeinde Stryj (Стрийська міська громада/Stryjska miska hromada) im Rajon Stryj. Zu dieser zählen die Siedlung städtischen Typs Daschawa sowie die 45 in der untenstehenden Tabelle aufgelistetenen Dörfer; bis dahin war sie Teil der Stadtratsgemeinde Stryj die direkt unter Oblastverwaltung stand.
Folgende Orte sind neben dem Hauptort Stryj Teil der Gemeinde:
| Name                     | Name             | Name                                      | Name                                |
| ukrainisch transkribiert | ukrainisch       | russisch                                  | polnisch                            |
| ------------------------ | ---------------- | ----------------------------------------- | ----------------------------------- |
| Bereschnyzja             | Бережниця        | Бережница (Bereschniza)                   | Bereźnica                           |
| Bratkiwzi                | Братківці        | Братковцы (Bratkowzy)                     | Bratkowce                           |
| Chodowytschi             | Ходовичі         | Ходовичи (Chodowitschi)                   | Chodowice                           |
| Daschawa                 | Дашава           | Дашава                                    | Daszawa                             |
| Dibrowa                  | Діброва          | Диброва                                   | Dąbrowa                             |
| Dobriwljany              | Добрівляни       | Добровляны (Dobrowljany)                  | Dobrowlany                          |
| Dobrjany                 | Добряни          | Добряны                                   | Dobrzany                            |
| Hajdutschyna             | Гайдучина        | Гайдучина (Gaidutschina)                  | -                                   |
| Holobutiw                | Голобутів        | Голобутов (Golobutow)                     | Hołobutów                           |
| Jaruschytschi            | Ярушичі          | Ярушичи (Jaruschitschi)                   | Jaroszyce                           |
| Jossypowytschi           | Йосиповичі       | Йосиповичи (Jossipowitschi)               | Juseptycze                          |
| Kawske                   | Кавське          | Кавское (Kawskoje)                        | Kawsko                              |
| Komariw                  | Комарів          | Комаров (Komarow)                         | Komarów                             |
| Kuty                     | Кути             | Куты                                      | Kawczy Kąt                          |
| Laniwka                  | Ланівка          | Лановка (Lanowka)                         | Brygidyn                            |
| Lany-Sokoliwski          | Лани-Соколівські | Ланы-Соколовские (Lany-Sokolowskije)      | Łany Sokołowskie                    |
| Lotatnyky                | Лотатники        | Лотатники (Lotatniki)                     | Łotatniki                           |
| Luh                      | Луг              | Луг (Lug)                                 | Łęgi Lisiatyckie                    |
| Lysjatytschi             | Лисятичі         | Лисятичи (Lisjatitschi)                   | Lisiatycze                          |
| Mali Diduschytschi       | Малі Дідушичі    | Малые Дедушичи (Malyje Deduschitschi)     | Dzieduszyce Małe                    |
| Myrtjuky                 | Миртюки          | Миртюки (Mirtjuki)                        | Miertuki                            |
| Neschuchiw               | Нежухів          | Нежухов (Neschuchow)                      | Nieżuchów                           |
| Oleksytschi              | Олексичі         | Алексичи (Alexitschi)                     | Oleksice                            |
| Pidhirzi                 | Підгірці         | Подгорцы (Podgorzy)                       | Podhorce                            |
| Pischtschany             | Піщани           | Песчаны (Pestschany)                      | Tatarsko                            |
| Pjatnytschany            | П'ятничани       | Пятничаны (Pjatnitschany)                 | Pietniczany                         |
| Podoroschnje             | Подорожнє        | Подорожное (Podoroschnoje)                | Balicze Podróżne                    |
| Pukenytschi              | Пукеничі         | Пукеничи (Pukenitschi)                    | Pukienicze                          |
| Rajliw                   | Райлів           | Райлов (Railow)                           | Rajłów                              |
| Roshirtsche              | Розгірче         | Розгирче (Rosgirtsche)                    | Rozhurcze                           |
| Sahirne                  | Загірне          | Загорное (Sagornoje)                      | Gelsendorf                          |
| Saplatyn                 | Заплатин         | Заплатин (Saplatin)                       | Zapłatyn                            |
| Saritschne               | Зарічне          | Заречное (Saretschnoje)                   | Balicze Zarzeczne, Balicze Podgórne |
| Sawadiw                  | Завадів          | Завадов (Sawadow)                         | Zawadów                             |
| Schtschaslywe            | Щасливе          | Счастливое (Stschastliwoje)               | Feliksówka                          |
| Schulyn                  | Жулин            | Жулин (Schulin)                           | Żulin                               |
| Semyhyniw                | Семигинів        | Семигинов (Semiginow)                     | Siemiginów                          |
| Slobidka                 | Слобідка         | Слободка (Slobodka)                       | Słobódka                            |
| Strilkiw                 | Стрілків         | Стрелков (Strelkow)                       | Strzałków                           |
| Stryhanzi                | Стриганці        | Стриганцы (Striganzy)                     | Stryhańce                           |
| Sychiw                   | Сихів            | Сыхов (Sychow)                            | Siechów                             |
| Uhersko                  | Угерсько         | Угерско (Ugersko)                         | Uhersko                             |
| Uhilnja                  | Угільня          | Угольня (Ugolnja)                         | Uhełna                              |
| Welyki Diduschytschi     | Великі Дідушичі  | Великие Дедушичи (Welikije Deduschitschi) | Dzieduszyce Wielkie                 |
| Wertschany               | Верчани          | Верчаны                                   | Wierczany                           |
| Wiwnja                   | Вівня            | Вовня (Wownja)                            | Wownia                              |

## Söhne und Töchter der Stadt
- Artur Grottger (1837–1867), polnischer Maler und Zeichner
- Nathan Samuely (1846–1921), jüdischer Schriftsteller
- Efraim Frisch (1873–1942), deutscher Schriftsteller
- Eugen Preiß (1873–1961), österreichischer Schauspieler, Hörspielsprecher, Drehbuchautor und Regisseur
- Henrik Galeen (1881–1949), deutscher Drehbuchautor, Regisseur und Filmschauspieler
- Andrij Bandera (1882–1941), Priester, Militärgeistlicher und Politiker
- Kornel Makuszyński (1884–1953), polnischer Dichter, Theaterkritiker und Schriftsteller
- Ivan Mirtschuk (1891–1961), ukrainischer Philosoph, Kulturhistoriker und gesellschaftlicher Aktivist
- Kazimierz Wierzyński-Wirstlein (1894–1969), polnischer Dichter
- Józef Koffler (1896–1944), polnischer Komponist und Musikwissenschaftler
- Kazimierz Nowak (1897–1937), polnischer Weltenbummler, Wanderer, Fotograf und Korrespondent
- Zygmunt Wojciechowski (1900–1955), polnischer Historiker
- Fancia Grün (1904–1945), Widerstandskämpferin
- Julian Stryjkowski (1905–1996), polnischer sozialistischer Journalist und Schriftsteller
- Lew Rebet (1912–1957), Politiker, Publizist und Anwalt
- Basil Filevich (1918–2006), ukrainisch-kanadischer Bischof
- Laryssa Kruschelnyzka (1928–2017), Prähistorikerin und Bibliothekarin
- Solomon J. Buchsbaum (1929–1993), polnisch-amerikanischer Physiker
- Zbigniew Messner (1929–2014), polnischer Ökonom und Politiker
- Michele Jamiolkowski (1932–2023), polnischstämmiger italienischer Bauingenieur für Geotechnik
- Louis Begley (* 1933), amerikanisch-jüdischer Schriftsteller
- Ihor Tenjuch (* 1958), Admiral und Politiker
- Swjatoslaw Schewtschuk (* 1970), Großerzbischof von Kiew-Halytsch der ukrainischen griechisch-katholischen Kirche
- Roman Romantschuk (1979–2016), russischer Amateurboxer ukrainischer Herkunft
- Marija Musytschuk (* 1992), Schachspielerin